# Wir (Pologne)
Pour les articles homonymes, voir Wir.
Wir (prononciation : [vir]) est un village polonais de la gmina de Potworów dans le powiat de Przysucha de la voïvodie de Mazovie dans le centre-est de la Pologne.
Il se situe à environ 16 kilomètres au nord-est de Przysucha (siège du powiat) et à 85 kilomètres au sud de Varsovie (capitale de la Pologne).
Le village compte approximativement une population de 510 habitants.

## Histoire
De 1975 à 1998, le village appartenait administrativement à la voïvodie de Radom.